# Sankt Marie Sogn
Sankt Marie Sogn er et sogn i Sønderborg Provsti (Haderslev Stift).
Sankt Marie Sogn lå i Sønderborg Købstad, der kun geografisk hørte til Als Sønder Herred i Sønderborg Amt. Sønderborg Købstad blev ved kommunalreformen i 1970 kernen i Sønderborg Kommune.
I Sankt Marie Sogn ligger Sankt Marie Kirke. I 1957 blev Christians Sogn udskilt fra Sankt Marie Sogn, og i 1973 blev Christianskirken færdig.
I sognet findes følgende autoriserede stednavne:
- Sønderborg